# کیشان لال
کیشان لال (انگلیسی: Kishan Lal; ۲ فوریهٔ ۱۹۱۷ – ۲۳ ژوئن ۱۹۸۰) بازیکن هاکی روی چمن اهل هند بود.
وی به‌همراه تیم ملی هاکی روی چمن مردان هند به قهرمانی بازی‌های المپیک تابستانی ۱۹۴۸ دست پیدا کرده‌است.